# حيدر عبد الأمير
حيدر عبد الأمير لاعب كرة قدم سابق لعب كمهاجم في منتخب العراق لكرة القدم.من مواليد 2 نوفمبر 1982 لعب سابقا مع نادي الزوراء العراقي يبلغ طوله 189 سم ويبلغ وزنه 86 كغم.
لعب مرات عديدة في المنتخبات الوطنية وهو من الجيل الذهبي الذي استطاع أن يحقق بطولة آسيا للشباب عام 2000 والمركز الرابع في الأولمبياد عام 2004 وبطولة أمم آسيا عام 2007

## كأس الخليج 2004
و قد سجل هدف في مرمى منتخب قطر لكرة القدم.

## وصلة خارجية
- حيدر عبد الأمير على موقع الاتحاد الدولي (مؤرشف)  (الإنجليزية)
- حيدر عبد الأمير على موقع قاعدة بيانات كرة القدم.إي يو (الإنجليزية)
- حيدر عبد الأمير على موقع ناشيونال فوتبول تيمز (الإنجليزية)
- حيدر عبد الأمير على موقع Soccerway.com (الإنجليزية)
- حيدر عبد الأمير على موقع كووورة
- حيدر عبد الأمير على موقع أوليمبيديا (الإنجليزية)